# Быков, Владислав Владимирович
Владисла́в Влади́мирович Бы́ков (родился 9 января 1954, Верхняя Салда) — литератор, экономист.

## Биография
В 1976 году окончил факультет экономики и организации производства летательных аппаратов Московского авиационного института.
Вплоть до 1997 года работал по разным экономическим специальностям. Занимал должность заместителя главного бухгалтера Военно-промышленного комплекса «МАПО».
С 1997 года в соавторстве с женой, Ольгой Деркач, начал заниматься сначала журналистикой, а потом и литературным трудом.
Член Международного союза журналистов. Член Союза писателей Москвы.

### Печатные СМИ
Сотрудничал с печатными СМИ:
- «Новая газета» (2002—2012, несколько проектов: «GAMEНАЗИЯ», «Ретроград», «Что было на будущей неделе», «Драйв. Тесты», «Предметы времени», «Координаты пространства», «Уроки финского»)[1];
- «Огонёк» (2004, «Наши бренды»)[2];
- «Комсомольская правда» (2000—2001, «ВЕшКи», «Азбука Москвы»)[3];
- «Московские новости» (2000, «ЖЗЛ в вопросах»)[4];
- «Путёвая газета»;

и других изданиях.
Редактировал и создавал газету «Избушка».

### На телевидении
Был автором (совместно с Ольгой Деркач и Андреем Столяровым) программ «Антимония» (канал ТВЦ) и «Антимония-спорт» (канал 7ТВ).

### На радио
Автор (с Ольгой Деркач) нескольких программ:
- «Отвечаем головой» («Маяк»);
- «Обратный отсчёт» («Культура»);
- «Календарь „Очевидного-невероятного“» («Россия»);
- «Технопарк» («Мир»);
- «Истории об истории» («Мир»).

### Политика
Параллельно с журналистской и литературной работой участвовал как политконсультант в предвыборных кампаниях (выборы в Государственную Думу в 1999 и 2003 годах, выборы президента в 2004 году).

### Игры
С 1990 года активно участвует в различного рода интеллектуальных играх. Самые известные:
- «Что? Где? Когда?» (1994—1997)[6];
- «Брейн-ринг» (1994—1998, неоднократный чемпион в составе команды «Стирол»);
- «Своя игра» (1994—2009, член «Золотой дюжины», участник «Игр 15-летия»).

## Книги
- В 2000 году вышла первая книга Ольги Деркач и Владислава Быкова «Книга века» (изд-во «Вагриус»), в 2003 году она была переиздана.
- В 2003 году напечатана «Книга Москвы» («Вагриус», переиздана ещё 2 раза).
- С 2006 года в издательстве «АСТ-пресс» вышла серия книг с интеллектуальными играми. Все книги неоднократно переиздавались под разными названиями (первоначальные названия «1000 заданий для весёлой компании», «1000 заданий для зарядки мозгов», «Как увеличить свой IQ», «Домашние телеигры»).
- В 2009 году вышла ещё одна книга Ольги Деркач и Владислава Быкова «Горбачёв. Переписка переживших перестройку» (изд-во «Проза и К»)[7].
- В конце 2009 года вышло 2-е, исправленное и дополненное издание «Книги Москвы» (изд-во «Проза и К») ISBN 978-5-91631-050-4.
- Быков В., Деркач О., Куорсало А. Väärin kehittynyt maa (Недостаточно развитая страна). — Финляндия: Docendo, 2020. — 203 с. — ISBN 978-9-5229-1743-0[8].